# Gran Premio motociclistico dell'Algarve
Il Gran Premio motociclistico dell'Algarve è stato la diciassettesima prova del motomondiale del 2021. A causa della pandemia da COVID-19 la FIM ha modificato il calendario originale previsto per la stagione 2021, cancellando, fra gli altri Gran Premi, quello d'Australia, sostituendolo con quello dell'Algarve.

## Risultati del Gran Premio
| Anno | Circuito | Moto3              | Moto2                | MotoGP                     | Resoconto |
| ---- | -------- | ------------------ | -------------------- | -------------------------- | --------- |
| 2021 | Portimão | Pedro Acosta (KTM) | Remy Gardner (Kalex) | Francesco Bagnaia (Ducati) | Resoconto |